# Loi inverse
En théorie des probabilités et en statistique, une loi inverse est la loi de probabilités de l'inverse d'une variable aléatoire. Les lois inverses apparaissent en particulier dans le contexte bayésien des lois a priori et des lois a posteriori pour les paramètres d'échelle. Dans l'algèbre des variables aléatoires, les lois inverses sont des cas particuliers de la classe des lois de rapport, dans laquelle la variable aléatoire du numérateur a une loi dégénérée (en).

## Relation avec la loi d'origine
En général, étant donné la loi de probabilité d'une variable aléatoire X à support strictement positif, il est possible de trouver la loi de l'inverse, Y = 1 / X . Si la loi de X est continue avec la fonction de densité f(x) et la fonction de répartition F(x), alors la fonction de répartition, G (y), de l'inverse est trouvée en notant que
{\displaystyle G(y)=\mathbb {P} (Y\leq y)=\mathbb {P} \left(X\geq {\frac {1}{y}}\right)=1-\mathbb {P} \left(X<{\frac {1}{y}}\right)=1-F\left({\frac {1}{y}}\right).}
Ensuite, la fonction de densité de Y est trouvée comme la dérivée de la fonction de loi cumulative :
{\displaystyle g(y)={\frac {1}{y^{2}}}f\left({\frac {1}{y}}\right).}

## Exemples

### Loi réciproque
La loi réciproque (en) a une densité fonction de la forme:
{\displaystyle f(x)\propto x^{-1}\quad {\text{ pour }}0<a<x<b,}
où {\displaystyle \propto \!\,} signifie "est proportionnel à". Il s'ensuit que la loi inverse dans ce cas est de la forme
{\displaystyle g(y)\propto y^{-1}\quad {\text{ pour }}0\leq b^{-1}<y<a^{-1},}
qui est encore une loi réciproque.

### Loi uniforme inverse
Si la variable aléatoire d'origine X est uniformément distribuée sur l'intervalle (a, b), où a > 0, alors la variable inverse Y = 1 / X a la loi inverse qui prend des valeurs dans l'intervalle (b−1, a−1), et la fonction de densité de probabilité dans cette plage est
{\displaystyle g(y)=y^{-2}{\frac {1}{b-a}},}
et est nulle ailleurs.
La fonction de répartition de l'inverse, dans le même intervalle, est
{\displaystyle G(y)={\frac {b-y^{-1}}{b-a}}.}
Par exemple, si X est uniformément distribué sur l'intervalle (0;1), alors Y = 1 / X a une densité {\displaystyle g(y)=y^{-2}} et a pour fonction de répartition {\displaystyle G(y)={1-y^{-1}}} lorsque {\displaystyle y>1.}

### Loi inverse-Student
Soit X une variable aléatoire suivant une loi de Student avec k degrés de liberté. Alors sa fonction de densité est
{\displaystyle f(x)={\frac {1}{\sqrt {k\pi }}}{\frac {\Gamma \left({\frac {k+1}{2}}\right)}{\Gamma \left({\frac {k}{2}}\right)}}{\frac {1}{\left(1+{\frac {x^{2}}{k}}\right)^{\frac {1+k}{2}}}}.}
La densité de Y = 1 / X est alors
{\displaystyle g(y)={\frac {1}{\sqrt {k\pi }}}{\frac {\Gamma \left({\frac {k+1}{2}}\right)}{\Gamma \left({\frac {k}{2}}\right)}}{\frac {1}{y^{2}\left(1+{\frac {1}{y^{2}k}}\right)^{\frac {1+k}{2}}}}.}
Avec k = 1, les lois de X et 1 / X sont identiques (X suit alors une loi de Cauchy (0,1)). Si k > 1 alors la loi de 1 / X est bimodale[réf. nécessaire].

### Loi normale inverse

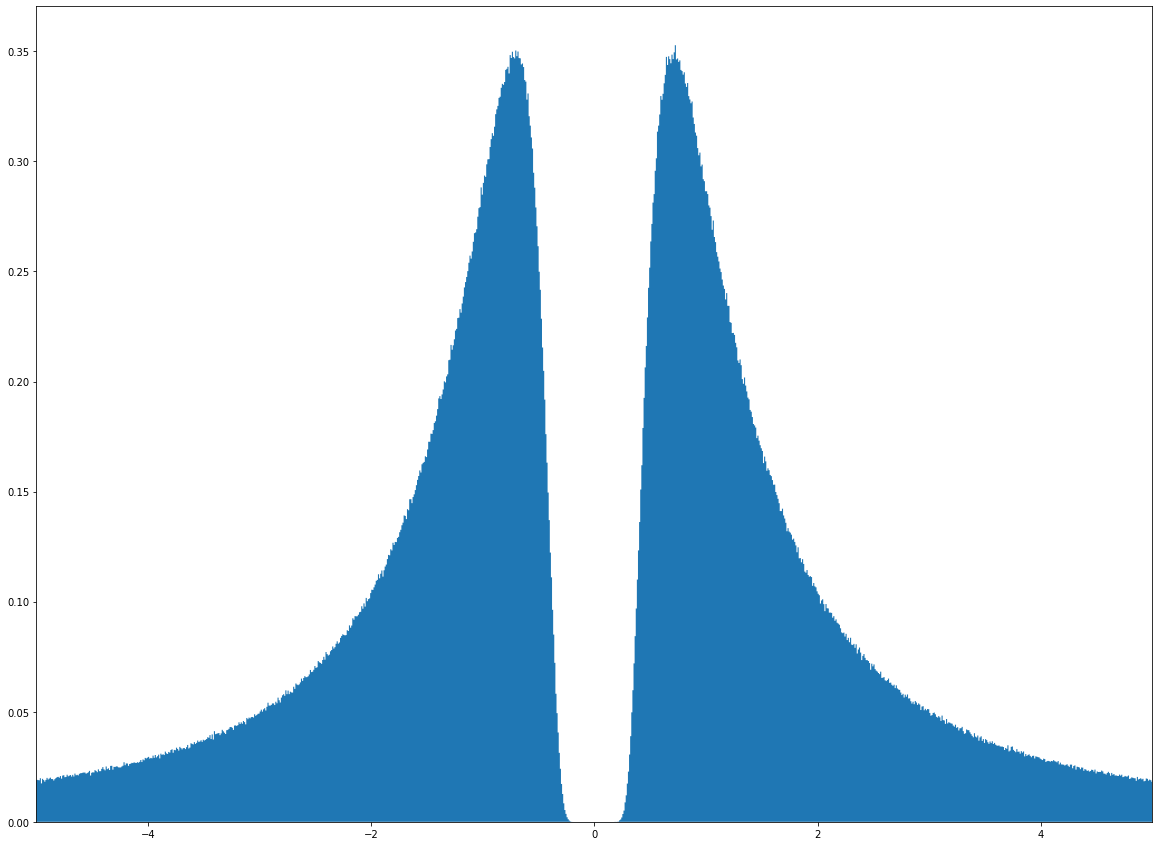
Graphique de l'inverse de la loi normale standard

Si la variable X suit une loi normale {\displaystyle {\mathcal {N}}(\mu ,\sigma ^{2})}, alors l'inverse ou réciproque Y = 1/ X suit une loi normale inverse:
{\displaystyle f(y)={\frac {1}{{\sqrt {2\pi }}\sigma y^{2}}}{\rm {e}}^{-{\frac {1}{2}}\left({\frac {1/y-\mu }{\sigma }}\right)^{2}}.}
Si la variable X suit une loi normale centrée réduite {\displaystyle {\mathcal {N}}(0,1)}, alors Y = 1/X suit une loi normale standard réciproque, à queue lourde et bimodale avec des modes en {\displaystyle \pm {\tfrac {1}{\sqrt {2}}}} et de densité
{\displaystyle f(y)={\frac {{\rm {e}}^{-{\frac {1}{2y^{2}}}}}{{\sqrt {2\pi }}y^{2}}}}
et les moments de premier ordre et d'ordre supérieur n'existent pas Pour ces lois inverses et pour les lois de rapport, il peut toujours y avoir des probabilités définies pour les intervalles, qui peuvent être calculées soit par simulation de Monte Carlo, soit, dans certains cas, en utilisant la transformation de Geary-Hinkley.
Cependant, dans le cas plus général d'une fonction réciproque décalée {\displaystyle 1/(p-B)}, pour {\displaystyle B={\mathcal {N}}(\mu ,\sigma ^{2})} suivant une loi normale générale, alors les statistiques de moyenne et de variance existent dans un sens de valeur principale, si la différence entre le pôle {\displaystyle p} et la moyenne {\displaystyle \mu } est à valeur réelle. La moyenne de cette variable aléatoire transformée (loi normale décalée réciproque) est alors bien la fonction de Dawson mise à l'échelle.
{\displaystyle {\frac {\sqrt {2}}{\sigma }}F\left({\frac {p-\mu }{{\sqrt {2}}\sigma }}\right).}
En revanche, si le déplacement {\displaystyle p-\mu } est purement complexe, la moyenne existe et est une fonction de Faddeeva mise à l'échelle, dont l'expression exacte dépend du signe de la partie imaginaire, {\displaystyle \operatorname {Im} (p-\mu )} . Dans les deux cas, la variance est une simple fonction de la moyenne. Par conséquent, la variance doit être considérée dans un sens de valeur principale si {\displaystyle p-\mu } est réel, alors qu'il existe si la partie imaginaire de {\displaystyle p-\mu } est non nul. Il faut noter que ces moyennes et ces variances sont exactes, car elles ne dépendent pas de la linéarisation du rapport. La covariance exacte de deux rapports avec une paire de pôles différents {\displaystyle p_{1}} et {\displaystyle p_{2}} est également disponible. Le cas de l'inverse d'une variable normale complexe (en) {\displaystyle B}, décalé ou non, présente des caractéristiques différentes.

### Loi exponentielle inverse
Si {\displaystyle X} est une variable aléatoire de loi exponentielle avec de paramètre {\displaystyle \lambda }, alors {\displaystyle Y=1/X} a la fonction de répartition suivante : {\displaystyle F_{Y}(y)={\rm {e}}^{-\lambda /y}} pour {\displaystyle y>0}.
On note que l'espérance de cette variable aléatoire n'existe pas.
La loi exponentielle réciproque trouve une utilisation dans l'analyse des systèmes de communication sans fil qui s'évanouissent.

### Loi de Cauchy inverse
Si X est une variable aléatoire suivant une loi de Cauchy de paramètres (μ, σ), alors 1/X est une variable aléatoire de Cauchy de paramètres (μ/C, σ/C) où C = μ2 + σ2.

### Loi de Fisher inverse
Si X est une variable aléatoire suivant une loi de Fisher F(ν1, ν2) alors 1 / X est une variable aléatoire suivant une loi de Fisher F(ν2, ν1).

### Réciproque de la loi binomiale
Aucune forme fermée pour cette loi n'est connue. Une approximation asymptotique de la moyenne est connue:
{\displaystyle \mathbb {E} [(1+X)^{-a}]=O((np)^{-a})+o(n^{-a})}
où E[] est l'opérateur d'espérance, X est une variable aléatoire, O() et o() renvoient aux notations de Landau, n est la taille de l'échantillon, p est la probabilité de succès et a est une variable qui peut être positif ou négatif, entier ou fractionnaire.

### Loi triangulaire réciproque
Pour une loi triangulaire avec limite inférieure a, limite supérieure b et mode c, où a < b et a ≤ c ≤ b, la moyenne de l'inverse est donnée par
{\displaystyle \mu ={\frac {2}{a-b}}\left({\frac {a\,\mathrm {ln} \left({\frac {a}{c}}\right)}{a-c}}+{\frac {b\,\mathrm {ln} \left({\frac {c}{b}}\right)}{b-c}}\right)}
et la variance par
{\displaystyle \sigma ^{2}={\frac {2}{a-b}}\left({\frac {\mathrm {ln} \left({\frac {c}{a}}\right)}{a-c}}+{\frac {\mathrm {ln} \left({\frac {b}{c}}\right)}{b-c}}\right)-\mu ^{2}} .
Les deux moments de l'inverse ne sont définis que lorsque le triangle ne passe pas par zéro, c'est-à-dire lorsque a, b et c sont tous positifs ou tous négatifs.

### Autres loi inverses
D'autres lois inverses incluent
Loi inverse-χ²
loi inverse-gamma
loi de Wishart inverse
loi gamma matricielle inverse

## Applications
Les lois inverses sont largement utilisées comme lois a priori dans l'inférence bayésienne pour les paramètres d'échelle.